# Marcus Calpurnius Seneca

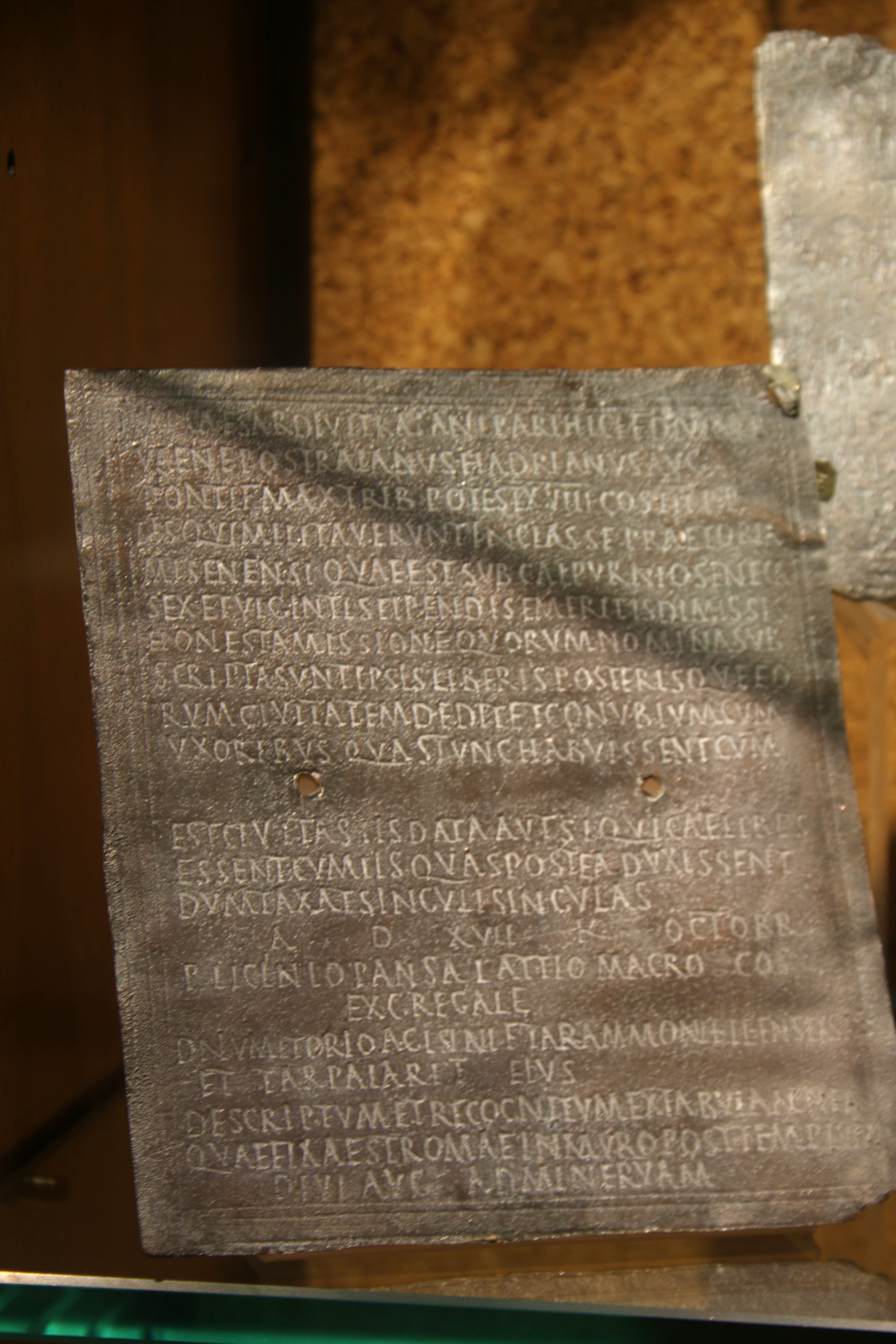
Das Militärdiplom von 134 n. Chr.

Marcus Calpurnius Seneca bzw. Marcus Calpurnius Seneca Fabius Turpio Sentinatianus (vollständige Namensform Marcus Calpurnius Marci filius Galeria Seneca Fabius Turpio Sentinatianus) war ein im 2. Jahrhundert n. Chr. lebender Angehöriger des römischen Ritterstandes (Eques).
Durch zwei Inschriften, die in der Provinz Baetica gefunden wurden, sind sein vollständiger Name und seine Tribus bekannt; er war in der Tribus Galeria eingeschrieben. Seneca stammte vermutlich aus dem heutigen Villalba del Alcor. Aus den Inschriften geht auch hervor, dass er zunächst Primus Pilus in der Legio I Adiutrix und danach Prokurator des Fiskalbezirks Lusitania et Vettonia war.
Durch ein Militärdiplom ist belegt, dass Seneca Präfekt der in Ravenna stationierten römischen Flotte (classis praetoria Ravennas) war; er übte dieses Amt vermutlich von 127/129 bis 132 aus. Ein weiteres Diplom belegt, dass er 133 Präfekt entweder der Flotte in Ravenna oder derjenigen in Misenum war. Durch ein drittes Diplom, dass auf den 15. September 134 datiert ist, ist belegt, dass er 134 Präfekt der in Misenum stationierten Flotte (classis praetoria Misenensis) war.